# Провинциальные собрания
Провинциальные собрания (фр. les Assemblées provinciales) — учреждения, созданные в конце старой Франции, незадолго перед революцией 1789 г., для заведования местными финансовыми и административными делами, до этого бывшими в введении королевских интендантов. Создавались в провинциях с избирательным правом (pays d'élection) на уровне финансовых округов, с целью приобщить нотаблей к местной администрации. Их не следует путать со старинными провинциальными штатами, сохранявшимися ещё в некоторых провинциях.

## История
Первая мысль о введении этих учреждений принадлежала Тюрго, но его обширный план административной реформы, в котором провинциальные собрания являлись лишь одной ступенью в целом ряде, как выражался Тюрго, «муниципалитетов», не был приведён в исполнение. По мысли знаменитого министра, общинные, окружные и провинциальные собрания, в которых должны были быть представлены лишь земельные собственники, без различия сословий, заведовали бы распределением налогов, общественными работами (дорогами) и благотворительностью, а также доводили бы до сведении правительства о местных нуждах.
Впоследствии Неккер взял из этого плана лишь одни провинциальные собрания (без общинных и окружных), которые в виде опыта были введены в двух провинциях — в Берри в 1778 и Верхней Гиене в 1779. Причём в их организацию введено было сословное начало — в провинциальном собрании должно было быть по 12 духовных и дворянских советников, и 24 из третьего сословия, и все они назначались правительством. Неккер думал было ввести провинциальные собрания ещё в двух провинциях, но не встретил поддержки короля и вскоре был отставлен.
Лишь в 1787 Ломени де Бриенн ввёл провинциальные собрания везде, где не было провинциальных штатов, поставив их в связь с новыми учреждениями приходского и окружного самоуправления, однако данные реформы прервала революция.